# Bronzetrommel

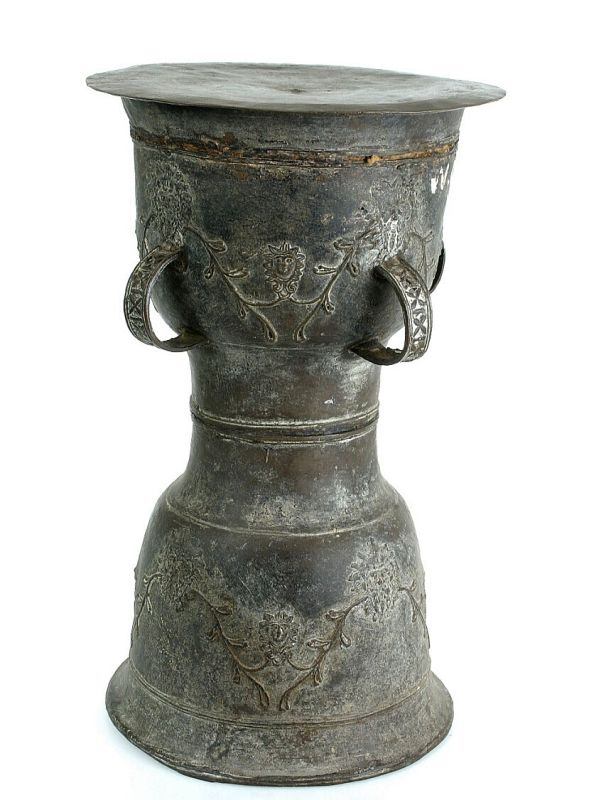
Moko, eine Bronzetrommel von den Kleinen Sundainseln

Bronzetrommeln, auch Kesselgongs, veraltet Bronzepauken, englisch bronze kettledrums, bilden eine Gruppe sanduhrförmiger Metallidiophone und Kultobjekte, die meist aus Bronze bestehen. Ihr gemeinsamer Ursprung um die Mitte des 1. Jahrtausends v. Chr. oder früher wird im Gebiet des heutigen Südchina und Vietnam angenommen, von wo sie sich mutmaßlich mit der Dong-Son-Kultur zwischen den Bergen Myanmars, den Inseln Ostindonesiens und im Norden bis zur Inneren Mongolei verbreitet haben. In diesem Gebiet liegen die archäologischen Fundorte und einzelne Regionen, in denen sie heute noch als Kultgegenstände, wertvolle Tauschobjekte oder Musikinstrumente in Gebrauch sind.
Instrumentenkundlich – nach der Hornbostel-Sachs-Systematik – handelt es sich bei den Bronzetrommeln, da sie keine Membran besitzen, nicht um „Trommeln“, sondern um Kesselgongs. Eine auf die mutmaßliche Herkunft der Bronzetrommeln bezogene Bezeichnung lautet „Dong-Son-Trommel“. Nach Größe, Gestalt und Dekoration werden die Bronzetrommeln in mehrere Typen unterteilt. Der Durchmesser der einteilig gegossenen Gongs aus der Ursprungsregion der Dong-Son-Kultur ist größer als ihre Höhe, während die mehrteiligen moko des ostindonesischen Alor-Archipels einen schlanken hohen Korpus besitzen. Moko dienten früher auch als Warengeld und sind bis heute ein Brautpreis. Die größte Bronzetrommel ist als „Mond von Pejeng“ bekannt und befindet sich im gleichnamigen Dorf auf Bali. Früher rituell (bei Begräbnissen oder zur Thronbesteigung) verwendete Kesselgongs in Indonesien heißen nekara. Ein bei den Karen und anderen Ethnien des südostasiatischen Festlands verbreiteter Typ ist mit vier Bronzefröschen am oberen Rand dekoriert. Einige Minderheitsvölker in Südostchina verwenden tong gu genannte Kesselgongs.

## Hintergrund

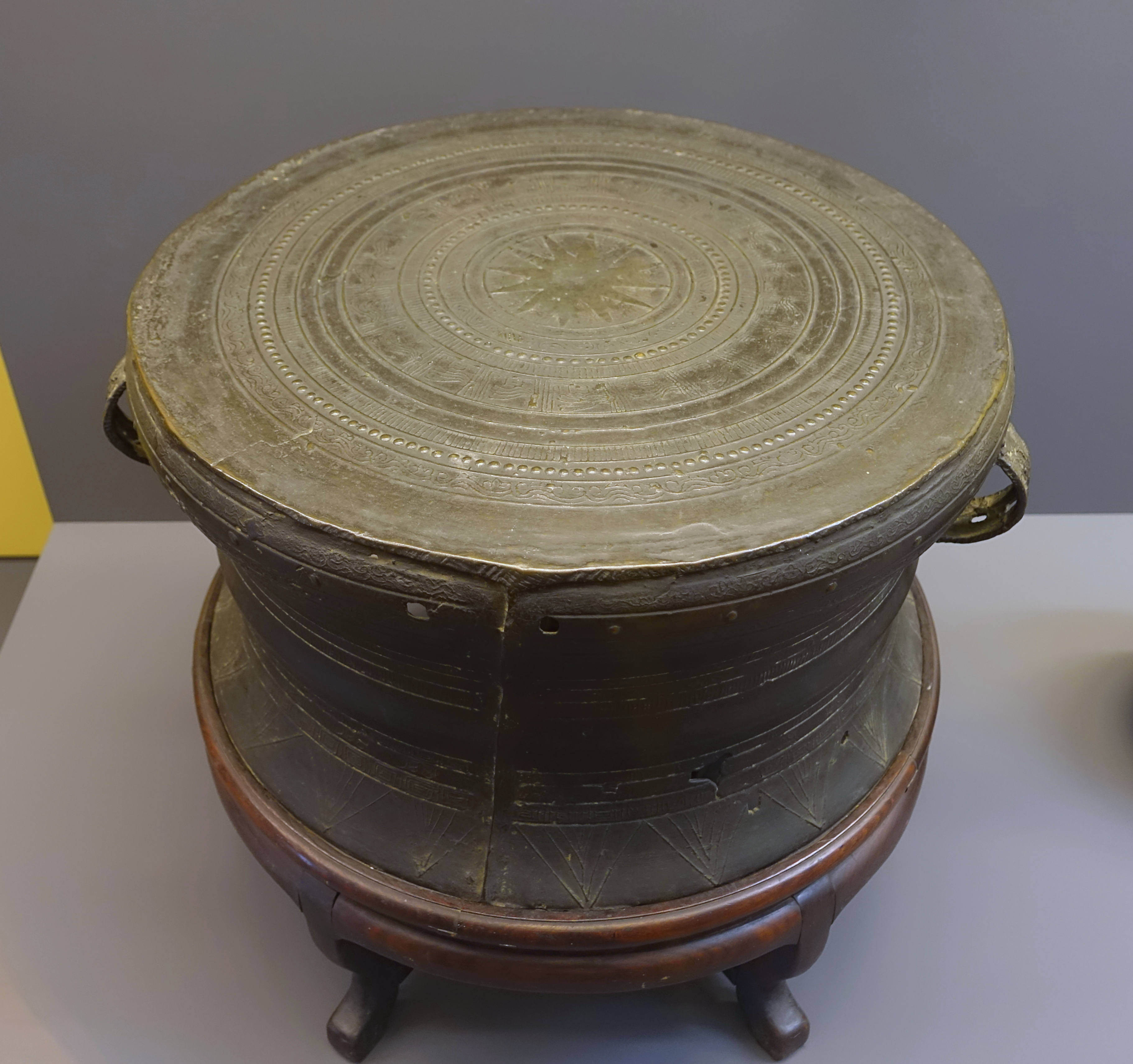
Chinesische Bronzetrommel aus der Han-Dynastie

Die sanduhrförmigen Objekte sind Hohlkörper aus Bronze, die senkrecht aufgestellt werden. Oben, wo sich bei Trommeln die Membrane befindet, schließt den Hohlkörper eine Metallplatte, die mit Gravuren verziert sein kann.
Die ältesten Berichte über Bronzetrommeln finden sich im Shi Ben, einem chinesischen Buch aus dem 3. Jahrhundert v. Chr. In der chinesischen Chronik Hou Han Shu, aus dem 5. Jahrhundert n. Chr. wird vom chinesischen General Ma Yuan berichtet, der nach der Rebellion der Trưng-Schwestern im 1. Jahrhundert n. Chr. Bronzetrommeln in Jiāozhǐ (im nördlichen Vietnam) einsammelte und sie zu Pferdestatuen umschmelzen ließ. Danach gibt es zahlreiche chinesische Quellen, die von Bronzetrommeln berichten. Vietnamesische Gelehrte sammelten im 14. Jahrhundert zahlreiche Legenden über Bronzetrommeln und schrieben sie auf Chinesisch im Viet Dien U Linh und Linh Nam Chich Quai nieder. Auch spätere historische Quellen aus Vietnam berichten von Bronzetrommeln. Im Westen blieben die Bronzetrommeln völlig unbekannt, bis der Naturforscher Georg Eberhard Rumpf 1682 erstmals eine Bronzetrommel der Karen nach Europa brachte und sie Cosimo III. de’ Medici, dem Großherzog von Toskana schenkte.
Die irreführende Bezeichnung „Bronzepauke“ wurde erstmals vom Sinologen J.J.M. de Groot 1898 bei einer Übersetzung aus dem Chinesischen verwendet. Der Musikethnologe Curt Sachs, der zusammen mit Erich Moritz von Hornbostel das Hornbostel-Sachs-Systematik entwickelte, ein Klassifikationssystem für Musikinstrumente, führte 1915 stattdessen aber die Bezeichnung „Kesselgong“ ein. Der Ethnologe und Archäologe Robert von Heine-Geldern wiederum präferierte 1932 „Metalltrommeln“, da die Objekte äußerlich Felltrommeln ähneln. In der heutigen Fachliteratur findet man sowohl die Bezeichnung „Bronzetrommel“, als auch „Kesselgong“.
Große Sammlungen von Bronzetrommeln finden sich im chinesischen Provinzmuseum der Autonomen Region Guangxi Zhuang und im vietnamesischen Nationalmuseum für Geschichte in Hanoi.

## Bronzetrommeln in den verschiedenen Kulturen

### Dong-Son-Kultur

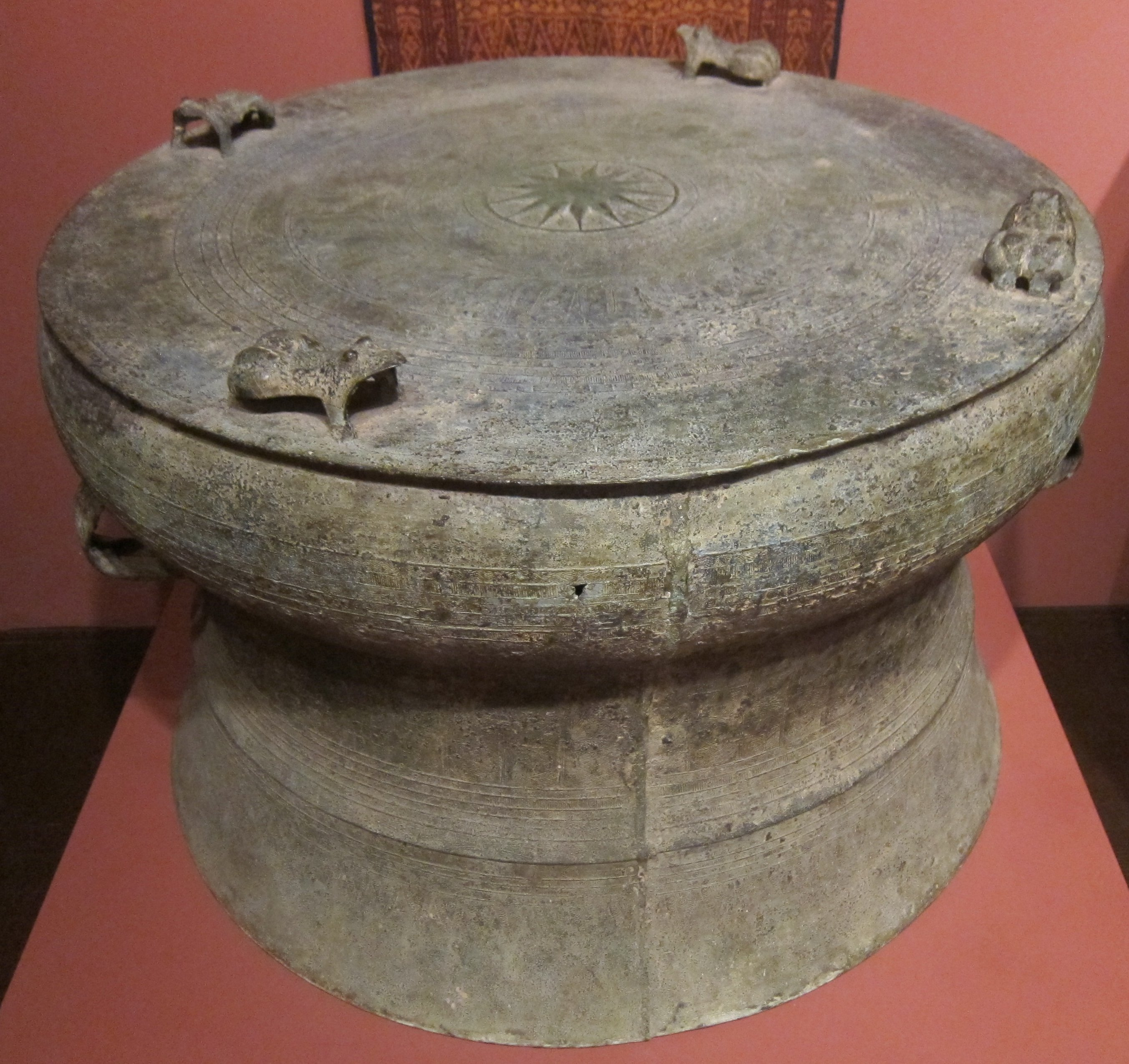
Dong-Son-Trommel (4. Jh. n. Chr.)

Die Dong-Son-Trommeln gelten als Vorbild für die Bronzetrommeln in Südostasien. Die Dong-Son-Kultur existierte von etwa 800 v. Chr.-200 n. Chr. im nördlichen Vietnam und in Südostchina. Entlang von Handelsrouten, fanden die Bronzetrommeln Verbreitung von Sumatra bis nach Neuguinea. Ein 2015 in Osttimor gefundenes, gut erhaltenes Exemplar wog 80 kg und wurde auf ein Alter von 2000 Jahre geschätzt. Insgesamt sind etwa 20 antike Dong-Son-Trommeln im Malaiischen Archipel entdeckt worden. 140 antike Dong-Son-Trommeln fand man bisher in Vietnam.
Die Dong-Son-Trommeln haben eine bauchige Form und zeigen eine sternförmige Gravur im Zentrum des „Trommelfells“. Dazu kommen geometrische Muster und Darstellungen von Seelenschiffchen, mit denen die Verstorbenen ins Jenseits gelangen, Häusern, Säugetieren, Fischen und Menschen. Bei manchen Exemplaren sitzen vier Frösche auf der Trommel, manche haben zusätzlich einen Henkel in der Mitte der Trommel.
Kleine Modelle von Trommeln aus Ton oder Bronze wurden als Grabbeigabe verwendet.

### Karen
Die Bronzetrommeln der Karen, im Grenzgebiet von Myanmar und Thailand entsprechen verschiedenen Typen der Dong-Son-Trommeln. Die Karen unterscheiden dabei zwischen den männlichen Froschtrommeln (hpà si), deren „Trommelfell“ von vier Froschfiguren umrahmt ist und weiblichen Trommeln ohne Frösche. Beim Froschtrommeltanz, der im myanmarischen Kayah-Staat von verschiedenen Ethnien, wie den Kayah, Yin, Baw, Padaung und Bayeh, praktiziert wird, bitten die Tänzer um Regen, während die Trommeln geschlagen werden. Auch bei anderen Zeremonien, die für die Landwirtschaft Bedeutung haben, werden bei den Karen Bronzetrommeln gespielt.

### Moko
Mokos (Mokkos) finden sich auf den Kleinen Sundainseln und auf Java. Sie sind deutlich schlanker, als die Dong-Son-Trommeln, die möglicherweise Vorbild der Mokos waren. Außerdem haben Mokos vier Griffe. Ihre Verwendung variiert von Insel zu Insel. Auf Alor und Pantar dienten Mokos bis ins 20. Jahrhundert als Warengeld und noch heute als Brautpreis. Auf Bali und Adonara haben Mokos eine sakrale Bedeutung und nach dem traditionellen Glauben auf Lembata leben in ihnen die Geister der Ahnen.